# Pilaši
Pilašice (lat. Rhinopristiformes) su red riba iz nadreda poligača. Postoji 5 priznatih porodica, svaka sa dva do tri roda.

## Porodice i rodovi
1. Glaucostegidae Last, Séret & Naylor, 2016
  1. Glaucostegus Bonaparte, 1846
2. Pristidae Bonaparte, 1835
  1. Anoxypristis White & Moy-Thomas, 1941
  2. Pristis Linck, 1790
3. Rhinidae Müller & Henle, 1841
  1. Rhina Bloch & Schneider, 1801
  2. Rhynchobatus Müller & Henle, 1837
  3. Rhynchorhina Séret & Naylor, 2016
4. Rhinobatidae Bonaparte, 1835
  1. Pseudobatos Last, Séret & Naylor, 2016
  2. Subfamilia Rhinobatinae Bonaparte, 1835
    1. Acroteriobatus Giltay, 1928
    2. Rhinobatos Linck, 1790
    3. Tarsistes Jordan, 1919
5. Trygonorrhinidae Last, Séret & Naylor, 2016
  1. Aptychotrema Norman, 1926
  2. Trygonorrhina Müller & Henle, 1838
  3. Zapteryx Jordan & Gilbert, 1880